# Casa Renom
La casa Renom és un edifici de Llinars del Vallès (Vallès Oriental) inclòs a l'Inventari del Patrimoni Arquitectònic de Catalunya.

## Descripció
És un edifici amb una paret mitgera i tres façanes de tipologia ciutat-jardí, de planta rectangular, pis i golfa. La coberta és composta: la coberta principal a dues vessants es creua amb la de les golfes, també a dues vessants. La façana principal té un pòrtic d'entrada limitat per dues fines columnes i coronat amb un gran balcó amb balustrada, creant un ritme amb totes les obertures del pis noble. Totes les obertures tenen una disposició simètrica i un ritme marcat per les decoracions de caràcter eclèctic.

## Història
L'any 1855 va arribar el tren a Llinars. Aquest fet va marcar l'inici d'un nou eixample, que unia un nucli urbà ja consolidat amb l'estació. Això comportà un procés d'urbanització espontani de cases entre parets mitgeres i cases aïllades de tipologia ciutat-jardí, fruit d'una incipient importància del terme com a centre d'estiueig. Aquestes noves edificacions segueixen un llenguatge eclèctic.